# Влада Ивице Дачића
Влада Ивице Дачића је формирана од 27. јула 2012. године у којој учествују Српска напредна странка, Социјалистичка партија Србије, Партија уједињених пензионера Србије, Јединствена Србија, Уједињени региони Србије, Социјалдемократска партија Србије, Нова Србија, Странка демократске акције Санџака.
Ово је 12. Влада Републике Србије од успостављања вишестраначја 1990. године. На дужност је ступила 27. јула 2012. године.
Владу је изабрао девети сазив Народне скупштине Републике Србије, после Избора 2012. године.

## Формирање Владе
Посланици Народне Скупштине Републике Србије изабрали су 27. јула, после дводневне расправе, прешли на гласање, и са 142 гласа за и 72 гласа против прогласила нову Владу Републике Србије. Чланови Владе су положили заклетву истог дана, у 14 часова..
Владу су формирале Српска напредна странка, Социјалистичка партија Србије, Партија уједињених пензионера Србије, Уједињени региони Србије, Социјалдемократска партија Србије, Нова Србија и Странка демократске акције Санџака.
Заклетва коју су положили премијер и министри гласи: 
Заклињем се на оданост Републици Србији и својом чашћу обавезујем да ћу поштовати Устав и закон, да ћу дужност члана Владе вршити савесно, одговорно и предано и бити посвећен очувању Косова и Метохије унутар Републике Србије.

## Састав Владе
Влада је првобитно имала 19 чланова и 17 министарстава, а после реконструкције владе 2013. је имала 18 министарстава и 22 члана.
Крајем августа 2013. извршена је реконструкција Владе. УРС је учествовао у Влади Републике Србије све до реконструкције владе 2013.
| Ресор                                                                           | Слика                   | Име и презиме           | Странка             | Белешка |
| ------------------------------------------------------------------------------- | ----------------------- | ----------------------- | ------------------- | --- |
| Председник владе Министарство унутрашњих послова                                | Ивица Дачић             | Ивица Дачић             | СПС                 | |
| Први потпредседник владе                                                        | Александар Вучић        | Александар Вучић        | СНС                 | Пре реконструкције владе 2013. такође Министар одбране                                                          |
| Потпредседник владе Министарство рада, запошљавања и социјалне политике         | Јован Кркобабић         | Јован Кркобабић         | ПУПС                | Јован Кркобабић је умро 22. априла 2014. па га је на месту министра заменио в.д. Зоран Мартиновић до 27. априла |
| Потпредседник владе Министарство унутрашње и спољне трговине и телекомуникација | Расим Љајић             | Расим Љајић             | СДПС                | |
| Потпредседник владе за европске интеграције                                     | Сузана Грубјешић        | Сузана Грубјешић        | УРС                 | Пре реконструкције владе 2013.                                                                                  |
| Министарство спољних послова                                                    |                         | Иван Мркић              | нестраначка личност | |
| Министарство одбране                                                            | Александар Вучић        | Александар Вучић        | СНС                 | Реконструкција владе 2013.                                                                                      |
| Министарство одбране                                                            | Небојша Родић           | Небојша Родић           | нестраначка личност | Реконструкција владе 2013.                                                                                      |
| Министарство финансија и привреде                                               | Млађан Динкић           | Млађан Динкић           | УРС                 | Пре реконструкције владе 2013.                                                                                  |
| Министарство финансија                                                          | Лазар Крстић            | Лазар Крстић            | нестраначка личност | После реконструкције владе 2013.                                                                                |
| Министарство привреде                                                           | Саша Радуловић          | Саша Радуловић          | нестраначка личност | После реконструкције владе 2013.                                                                                |
| Министарство правде и државне управе                                            | Никола Селаковић        | Никола Селаковић        | СНС                 | |
| Министарство енергетике, развоја и заштите животне средине                      | Зорана Михајловић       | Зорана Михајловић       | СНС                 | |
| Министарство пољопривреде, шумарства и водопривреде                             |                         | Горан Кнежевић          | СНС                 | Реконструкција владе 2013.                                                                                      |
| Министарство пољопривреде, шумарства и водопривреде                             | Драган Гламочић         | Драган Гламочић         | нестраначка личност | Реконструкција владе 2013.                                                                                      |
| Министарство рударства, природних ресурса и просторног планирања                | Милан Бачевић           | Милан Бачевић           | СНС                 | |
| Министарство културе и информисања                                              | Братислав Петковић      | Братислав Петковић      | СНС                 | Реконструкција владе 2013.                                                                                      |
| Министарство културе и информисања                                              | Иван Тасовац            | Иван Тасовац            | нестраначка личност | Реконструкција владе 2013.                                                                                      |
| Министарство омладине и спорта                                                  | Алиса Марић             | Алиса Марић             | нестраначка личност | Реконструкција владе 2013.                                                                                      |
| Министарство омладине и спорта                                                  | Вања Удовичић           | Вања Удовичић           | нестраначка личност | Реконструкција владе 2013.                                                                                      |
| Министарство просвете, науке и технолошког развоја                              | Жарко Обрадовић         | Жарко Обрадовић         | СПС                 | Реконструкција владе 2013.                                                                                      |
| Министарство просвете, науке и технолошког развоја                              | Томислав Јовановић      |                         | СПС                 | Реконструкција владе 2013.                                                                                      |
| Министарство здравља                                                            | Славица Ђукић-Дејановић | Славица Ђукић-Дејановић | СПС                 | |
| Министарство саобраћаја                                                         | Милутин Мркоњић         | Милутин Мркоњић         | СПС                 | Реконструкција владе 2013.                                                                                      |
| Министарство саобраћаја                                                         | Александар Антић        | Александар Антић        | СПС                 | Реконструкција владе 2013.                                                                                      |
| Министарство грађевинарства и урбанизма                                         | Велимир Илић            | Велимир Илић            | НС                  | |
| Министарство регионалног развоја и локалне самоуправе                           | Верица Калановић        | Верица Калановић        | УРС                 | Реконструкција владе 2013.                                                                                      |
| Министарство регионалног развоја и локалне самоуправе                           | Игор Мировић            | Игор Мировић            | СНС                 | Реконструкција владе 2013.                                                                                      |
| Министри без портфеља                                                           |                         |                         |                     | |
| Министар без портфеља задужен за европске интеграције                           |                         | Бранко Ружић            | СПС                 | После реконструкције владе 2013.                                                                                |
| Министар без портфеља задужен за Косово и Метохију                              | Александар Вулин        | Александар Вулин        | ПС                  | После реконструкције владе 2013.                                                                                |
| Министар без портфеља                                                           | Сулејман Угљанин        | Сулејман Угљанин        | СДА Санџака         | |

Генерални секретар Владе је Вељко Одаловић.

## Крај мандата
После одлуке председништава СНС-а и СПС-а 24. и 25. јануара 2014. године, одлучено је да се сазив скупштине и влада распусте зарад "провере воље народа" и "добијања политичког легитимитета", те је најављено да ће Ивица Дачић вратити мандат председнику Србије, Томиславу Николићу и затражити расписивање ванредних парламентарних избора. Влада је аргументовани предлог за распуштање скупштине упутила Николићу 28. јануара, а овај је наредног дана то и учинио. Од тог тренутка, Влада је прешла у технички мандат, који ће трајати до избора наредног кабинета.